# St. Cosmas und St. Damian (Petzen)

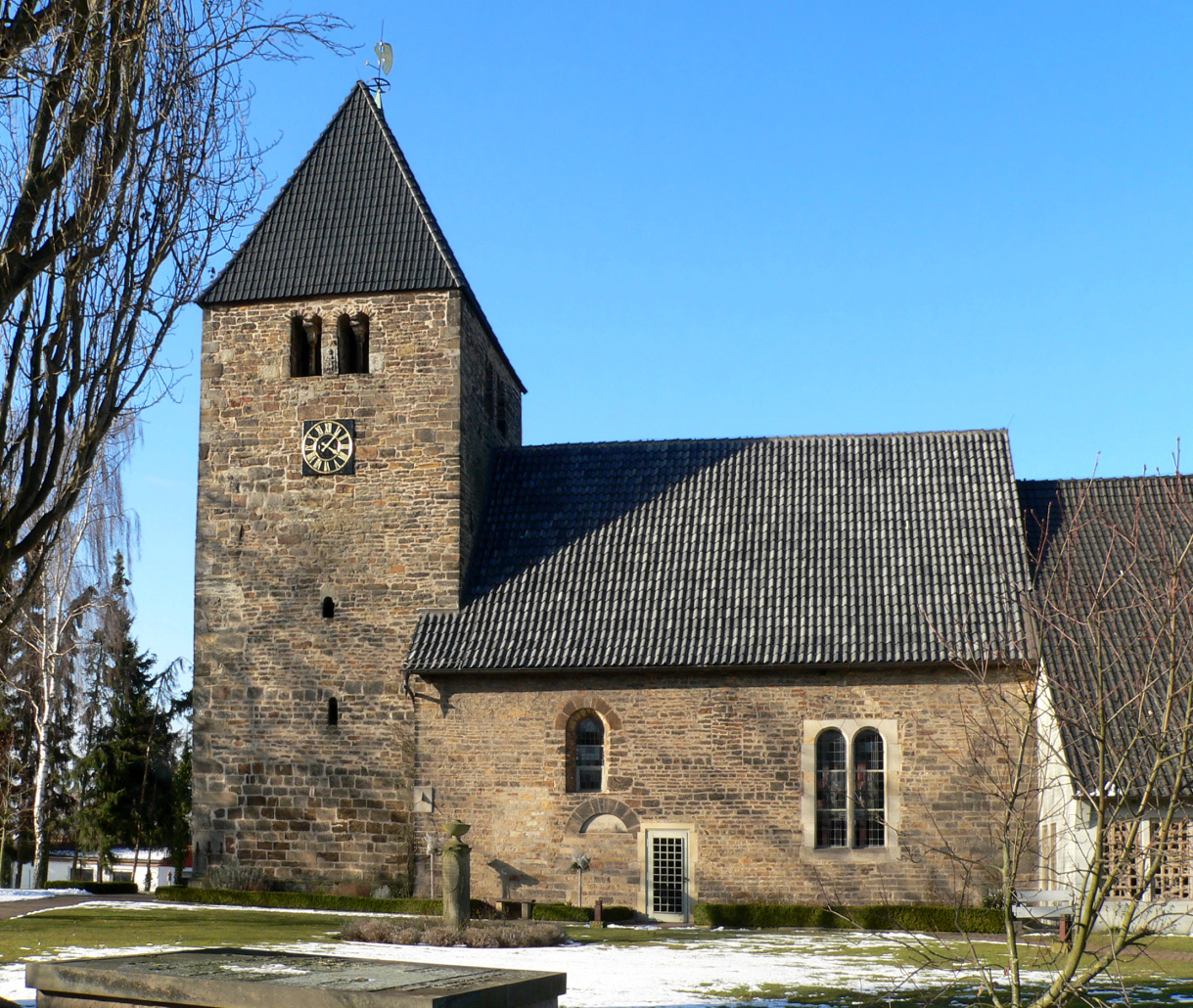
Petzen, Kirche St. Cosmas und St. Damian

St. Cosmas und St. Damian ist die evangelisch-lutherische Gemeindekirche von Petzen, einem Ortsteil der Stadt Bückeburg im niedersächsischen Landkreis Schaumburg. Die Kirchengemeinde gehört im Kirchenbezirk West der Evangelisch-Lutherischen Landeskirche Schaumburg-Lippe an.

## Geschichte
Die Ersterwähnung der den Heiligen Cosmas und Damian gewidmeten Kirche als capella in Pettessen erfolgte 1181. Aus dieser Zeit stammt die romanische Saalkirche mit ihrem Rechteckchor mit (archäologisch nachgewiesener) Apsis. Die Umfassungsmauern besitzen noch die teilweise vermauerten Rundbogenfenster und die vermauerten Seitenportale, während das ursprünglich zugehörige Tympanon mit der Reliefdarstellung der beiden Arztheiligen Cosmas und Damian am Krankenbett heute erhöht am Kirchturm angebracht ist. Der 1513 aus Verteidigungsgründen abgebrochene und 1552 (Inschrift am Turmportal) über dem romanischen Sockel in unregelmäßigem Bruchsteinmauerwerk neu aufgeführte Westturm weist als einzige Gestaltungselemente die als Zwillingsarkaden mit eingestellten Säulen mit Würfelkapitellen ausgeführten Schallarkaden auf, auf der Südseite mit dem mittelalterlichen Pfeilerrelief eines Jägers versehen. In der ersten Hälfte des 13. Jahrhunderts wurde das ursprünglich flachgedeckte Kirchenschiff nachträglich eingewölbt.
Aus der Zeit der Reformation stammen die rundbogig geschlossenen größeren Fensteröffnungen. An der äußeren Turmmauer sind die Ketten, Hals- und Handeisen angebracht, mit denen die von Graf Otto IV. von Holstein-Schaumburg 1570 erlassene evangelische Gottesdienstordnung durchgesetzt wurde. Um 1970 kam es zu Anbauten beiderseits des Chores.
Von 1920 bis 1952 war der Friedensaktivist Wilhelm Mensching Pfarrer von Petzen.

## Ausstattung
Aus der Erbauungszeit des Kirchturms stammt eine seltene romanische Glocke. Die Kirche besitzt einen geschnitzten spätgotischen Passionsaltar und eine inschriftlich auf 1696 datierte Sandsteintaufe.